# Perseus Makedonský
Perseus (212 př. n. l. – kolem 165 př. n. l.) byl v letech 179 až 168 př. n. l. posledním makedonským králem.
Narodil se v roce 212 př. n. l. jako syn Filipa V. V mládí se zúčastnil druhé makedonské války proti Římanům. Svého Římu nakloněného bratra Démétria nechal s otcovým souhlasem odstranit jedem. Perseus se pokusil obnovit makedonskou hegemonii v Řecku, která vzala za své poté, co byl jeho otec Filip V. poražen v bitvě u Kynoskefal. Zpočátku byla Perseova politika úspěšná: pokračoval ve válečných přípravách, učiněných ještě za života jeho otce, a spojil se s demokratickými silami v Řecku, s Rhodem a také s vládci seleukovské říše a bithýnského království.
Vzrůst jeho moci však vyprovokoval Římany. Římské diplomacii se s pomocí pergamského krále Eumena II. nakonec podařilo Persea mezinárodně izolovat. Když proti němu Římané v roce 171 př. n. l. zahájili třetí makedonskou válku, většina jeho řeckých spojenců od něho odpadla. Zpočátku byl úspěšný na moři proti Pergamu a ve spojení s Ilýrií dokonce porazil Římany u Sykurionu v Thesálii. Nicméně 22. června 168 př. n. l. byl zničujícím způsobem poražen v bitvě u Pydny Luciem Aemiliem Paullem. Římská legie se tak opět prosadila proti makedonské falanze. Perseus byl později veden během Paullova triumfu Římem a roku 165 př. n. l. zemřel v římském zajetí. Jeho porážka znamenala fakticky konec vojensky organizovaného odporu Helénů proti Římu. Makedonský královský rod Antigonovců byl odstraněn a samotná Makedonie byla rozdělena do čtyř nezávislých a Římu přátelských států. V roce 149 př. n. l. se jistý Andriskos prohlásil za Perseova syna a krále Makedonie. Již o rok později byl ale Římany přemožen, načež se Makedonie stala oficiálně římskou provincií.